# Course à la bombe (Seconde Guerre mondiale)

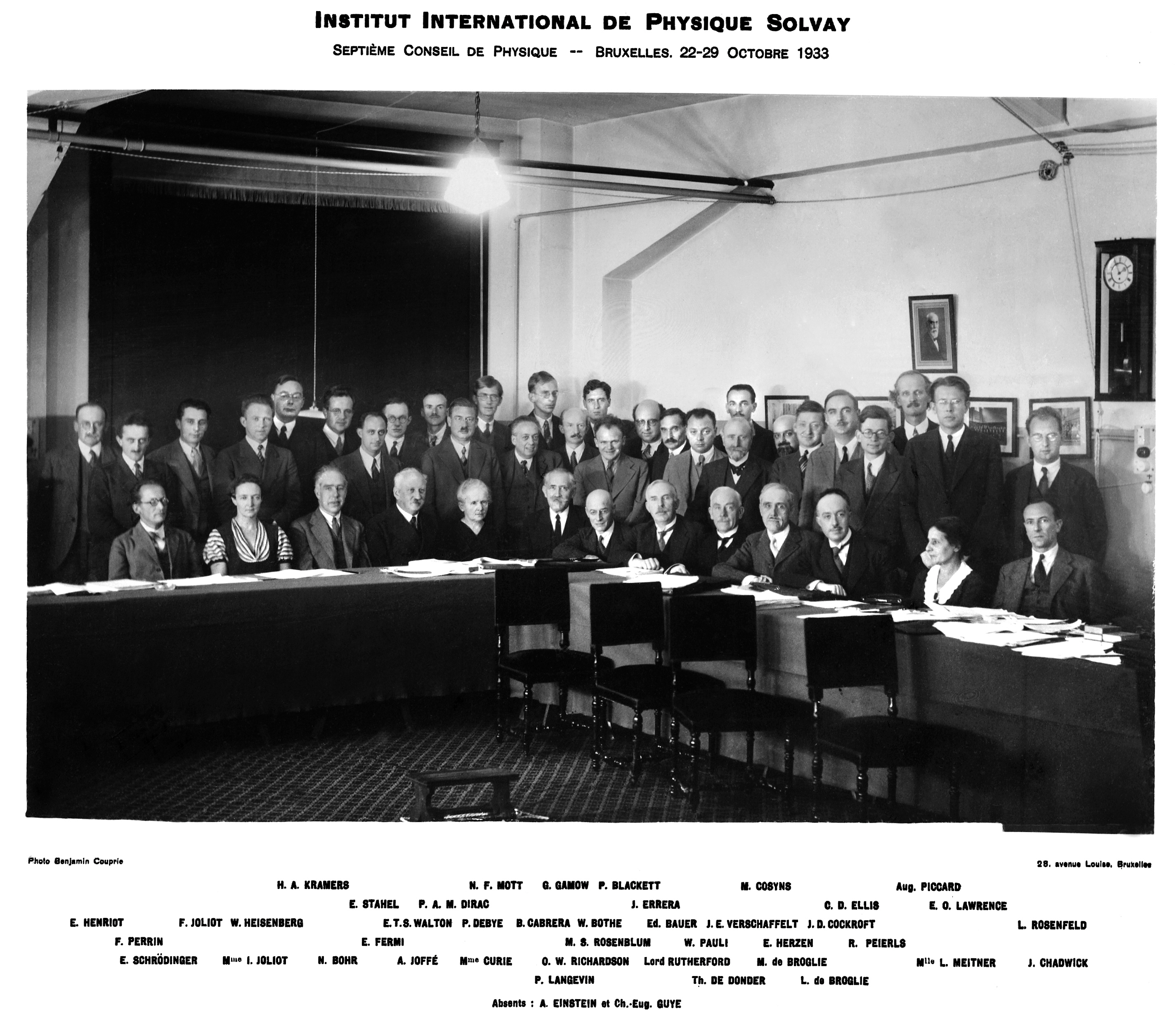
Attestant des échanges scientifiques entre physiciens européens, le septième et dernier Congrès Solvay avant le début des hostilités a lieu en 1933 ; Niels Bohr et Marie Curie sont présents, ainsi que Werner Heisenberg. Après ce septième congrès, leurs travaux deviennent des affaires intéressant la sécurité des États, c'en est fini de leur communauté d'échanges scientifiques.

Alors que les troubles des années 1930 frappent l'Europe sur les plans politiques et sociaux, la communauté scientifique européenne a atteint le niveau d'avancée nécessaire pour amorcer la phase concrète de la fission du noyau de l'atome.
Les travaux de physiciens et de chimistes qui ont marqué la première moitié du XXe siècle, tels les époux Pierre et Marie Curie, Ernest Rutherford, Max Planck, Niels Bohr, Werner Heisenberg, Otto Hahn constituent des avancées importantes.
Les savants travaillent dans un climat d'émulation et d'échange, ce qui est le principe d'une communauté scientifique.
Lorsque la Seconde Guerre mondiale est déclarée, cette question devient l'affaire des États, qui entrent dans la course à la bombe.

## Veille de la guerre

Réaction en chaîne dans le cadre de la fission par bombardement des isotopes.

Une première filière en Allemagne est en place à Berlin pendant les années 1920 à l'institut Kaiser Wilhelm de Berlin, où Otto Hahn et Lise Meitner poursuivent les travaux de Max Planck. Importante contributrice aux découvertes dans le domaine, Lise Meitner, Autrichienne, continue à travailler à Berlin sous le Troisième Reich jusqu'à ce que l'Anschluss la pousse à se réfugier aux Pays-Bas en juillet 1938, puis en Suède, où elle occupe alors un poste au laboratoire de Manne Siegbahn à Stockholm. Il s'en est fallu de peu : un chimiste pronazi de l'institut de chimie Guillaume II, Kurt Hess (de), était sur le point de dénoncer ses projets de fuite aux autorités. 
À la fin de l'année 1938, Otto Hahn découvre, avec son assistant Fritz Strassmann, la fragmentation de l'uranium en deux noyaux plus légers, phénomène qui est appelé fission nucléaire. L'article portant leur signature est envoyé à la revue Naturwissenschaften le 22 décembre 1938 et publié dans le numéro du 6 janvier 1939. Il s'agit là de l'acte de naissance de l'énergie nucléaire, qui pousse les autorités nazies à lancer en avril 1939 un programme de recherches sur les potentialités de l'atome appelé le " Projet Uranium" (Uranprojekt), conduit notamment par Kurt Diebner, Walther Gerlach et Werner Heisenberg.
Conscients à la fois de la portée de leurs travaux et du risque pour la paix que représente une Allemagne totalitaire, des physiciens allemands s'étaient déjà exilés en 1933 ou dans les années suivantes. Par exemple, Otto Frisch avait déjà pris dès 1933 le chemin de l'Angleterre. Il reste des premiers travaux sur l'atome à Berlin l'identification de l'eau lourde comme composant nécessaire aux tests. Avec le dépeçage de la Tchécoslovaquie,  les nazis s'emparent de la mine d'uranium ayant la plus grande capacité connue en Europe de l'Est alors.
Le projet concurrent en France commence au début de 1939 dans les locaux du collège de France, où Frédéric Joliot-Curie, Irène Joliot-Curie et leur équipe (Lew Kowarski, Hans von Halban et Francis Perrin) réalisent une expérience aboutie.
Le programme britannique, sur lequel travaille Rudolf Peierls auprès d'Otto Frisch, était alors resté sur le plan théorique (résultats en 1940, mais c'était la guerre alors). Il deviendra le projet Tube Alloys.
C'est la lettre Einstein-Szilárd, adressée le 2 août 1939 par Albert Einstein à Franklin Roosevelt pour l'informer des risques d'une utilisation de l'énergie nucléaire par l'Allemagne à des fins militaires, qui est à l'origine du projet Manhattan de développement de l'arme nucléaire par les États-Unis.

## Pendant la guerre

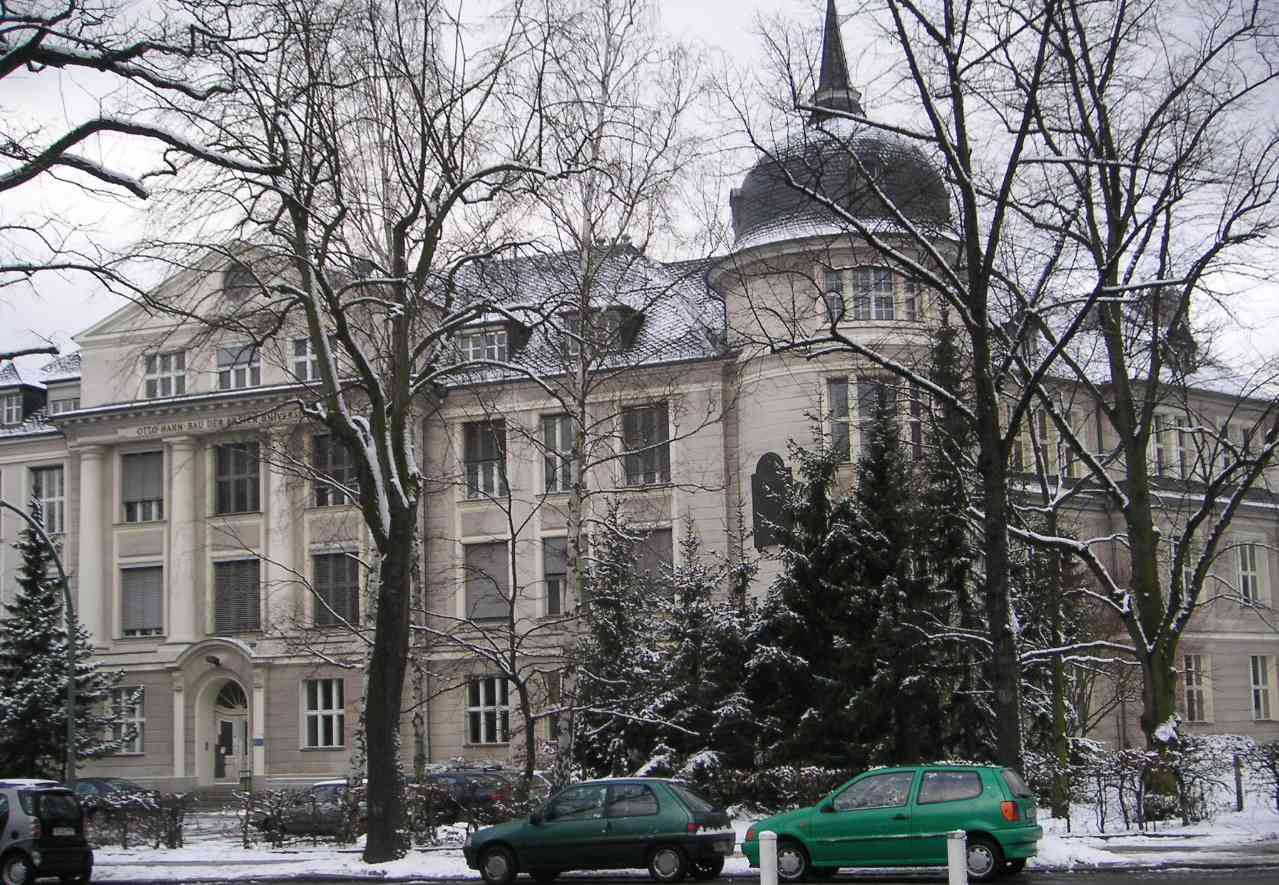
Institut de chimie Kaiser-Wilheim (aujourd'hui bâtiment Otto-Hahn de l'université libre de Berlin), l’endroit où fut découverte la fission nucléaire.

La perspective des hostilités met fin au climat d'émulation, remplacé par une logique de sécurité nationale et le contrôle des États.
Le seul traitement industriel permettant de synthétiser de l'eau lourde en Europe, à ce moment, est situé à Vemork en Norvège, dans l'usine de Norsk Hydro. Cet élément intervient dans la décision de l'Allemagne[réf. nécessaire] de mener la campagne de Norvège. Le ministère de l'armement français, mandaté pour fournir de l'eau lourde au Collège de France, découvre que les Allemands ont proposé le rachat de l'ensemble des réserves d'eau lourde de Norsk Hydro, ce qui atteste qu'ils poursuivent leurs recherches dans le domaine nucléaire. La diplomatie française alerte le gouvernement norvégien des usages militaires potentiels de ce produit, et procède à l'escamotage du stock via la Grande-Bretagne par les services secrets. La filière française est évacuée en avril 1940 vers Cambridge, stock d'eau lourde compris, juste avant que la percée de Sedan ne ruine les perspectives de l'état-major interallié. Le gouvernement britannique instaure la commission MAUD pour coordonner les efforts du projet Tube Alloys ; mais en 1943, tout est arrêté et les éléments utiles sont transférés dans le Nevada aux États-Unis en vertu de l'accord de Québec dans le cadre du projet Manhattan.
En Allemagne, les autorités nazies ont entre-temps relancé une seconde filière dans la recherche nucléaire, à travers plusieurs équipes dispersées dans tout le pays et deux en particulier :
- l'une dirigée par Werner Heisenberg[note 2], comprenant notamment Carl Friedrich von Weizsäcker et Karl Wirtz, qui travailla surtout sur les potentialités énergétiques de l'atome en vue de l'élaboration d'un réacteur nucléaire ;
- l'autre dirigée par Kurt Diebner, puis Walther Gerlach et Erich Schumann (de), codée « Forschungsstelle E » et passée sous l'autorité de la SS en 1944, qui associa des ingénieurs ayant élaboré la charge creuse sous la direction du Dr Walter Trinks en vue de réaliser la nucléosynthèse et la première bombe thermonucléaire[réf. nécessaire].

En juin 1942, un accident se produisit à Leipzig sur une pile atomique à l'essai, mais non fonctionnelle, conçue par Werner Heisenberg. Une autre pile atomique expérimentale fut néanmoins construite par l'équipe de Heisenberg à Haigerloch (Bade-Wurtemberg) que des soldats américains démantelèrent en avril 1945.
Pour contrecarrer les travaux allemands en matière atomique, les Alliés, à quatre reprises, mirent fin à la production de l'eau lourde en Norvège occupée par l'Allemagne nazie.
A l'issue de la guerre, les documents saisis par les alliés lors de l'opération Alsos leur permirent de découvrir que les Allemands étaient fort loin de pouvoir fabriquer une bombe atomique, en raison d'une conception erronée de son mode de fonctionnement. Parmi les historiens, seul Rainer Karlsch publia une étude en 2005 sous le titre allemand Hitlers Bombe (La Bombe de Hitler, 2007), affirmant que les Allemands effectuèrent deux essais de bombes d'une puissance explosive sensiblement équivalente à celle d'armes tactiques. Certains témoignages laissent penser que des cobayes humains venant du camp de concentration d'Ohrdruf (Thuringe) ont été sacrifiés lors de la seconde expérience. Des analyses de la radioactivité ont montré des produits issus de réactions nucléaires[réf. nécessaire]. Cependant, aucun physicien ne juge crédible cette thèse.
L’empire du Japon entreprit également un programme nucléaire mené par l’Institut de recherche physique et chimique du Japon (RIKEN) et construisit un réacteur pendant la Seconde Guerre mondiale à Hŭngnam, en actuelle Corée du Nord. Des recherches visant à fabriquer une bombe nucléaire furent entreprises mais les Japonais ne réussirent jamais à la mettre sur pied. À la fin de la guerre, les agents soviétiques du Département 7 démontèrent le réacteur et récupérèrent ainsi de précieuses informations sur la technologie de fission nucléaire.

## Exfiltration

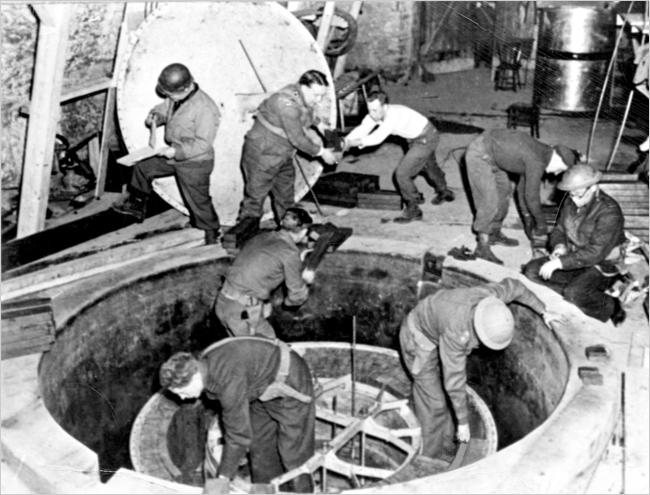
Le 23 avril 1945, les éléments de la task force de l'opération Big, dirigés par Boris Pash, atteignent Haigerloch et découvrent le réacteur expérimental de la seconde équipe, dépourvu d'uranium et d'eau lourde. Le réacteur sera par la suite démantelé par les techniciens américains.

Jusqu’à la veille de la chute du régime nazi, les hauts dirigeants et leurs partisans du complexe militaro-industriel (tel Hans Kammler, responsable de la production du missile V2 à Dora) plaçaient leur credo en l'aboutissement de ces projets de « machine infernale » qui détermineraient le sort de la guerre. Adolf Hitler tenait des discours véhéments à cette époque : il évoquait fréquemment des « armes de représailles » ou « miraculeuses » sans autres précisions, ce qui donnait à penser aux Alliés, menant de leur côté le projet Manhattan, que les Allemands étaient près d'aboutir à la réaction nucléaire maîtrisée et que c'était donc la bombe atomique que Hitler sous-entendait.
C'est dans ce contexte que les Américains lancèrent l'opération Alsos. Il s'agissait d'une unité chargée de suivre l'avancée des Alliés en Europe et de mettre la main sur tout ce qui avait trait à la recherche allemande dans le domaine nucléaire. Alsos arrêta plusieurs scientifiques allemands, dont Diebner, Gerlach, Hahn, Heisenberg, Weizsäcker et Wirtz, qui furent surpris de découvrir après leur capture à quel point les Alliés étaient avancés en juillet 1945, tandis que ces derniers furent surpris d'apprendre le retard accumulé par les Allemands en ce domaine. 
Les savants atomistes de l'Allemagne nazie furent exfiltrés en Angleterre et mis sur écoute. Après avoir consigné le résultat de leurs recherches, ils vinrent grossir le contingent scientifique de l'opération Paperclip.
L'URSS mit la main sur une autre partie de ces filières allemandes afin de rattraper son retard en la matière après les bombardements atomiques d'Hiroshima et Nagasaki. En 1943 avait été fondé l'institut Kourtchatov pour développer des armes nucléaires.

## Après-guerre
En 1945 alors que les journaux du monde entier relatent l'annihilation de la ville d'Hiroshima, première application militaire du projet secret américain Manhattan, Lise Meitner se déclare stupéfaite des effets produits par la bombe ; ses contributions d'avant-guerre n'ayant été que théoriques et scientifiques, ne visaient pas cette application. Elle s'en ouvre à Max Planck par le biais d'une lettre.
Sensibilisés sur l'usage militaire des résultats de leurs recherches par l'explosion des bombes sur le Japon, les plus importants scientifiques ayant vécu ces épisodes prirent part à des mouvements pacifistes dans l'après-guerre, notamment pour prôner la non-prolifération.
En France, Frédéric Joliot relance la filière, dirige le CEA et conçoit le prototype de la pile Zoé.